# Mladoboleslavská kotlina
Mladoboleslavská kotlina je geomorfologický okrsek v jihozápadní části Turnovské pahorkatiny, ležící v okresech Mladá Boleslav a Jičín. Území okrsku vymezují na západě město Mladá Boleslav a městys Kněžmost, na východě města Sobotka a Dolní Bousov. Západní částí okrsku prochází dálnice D10 Praha – Turnov.

## Geomorfologické členění

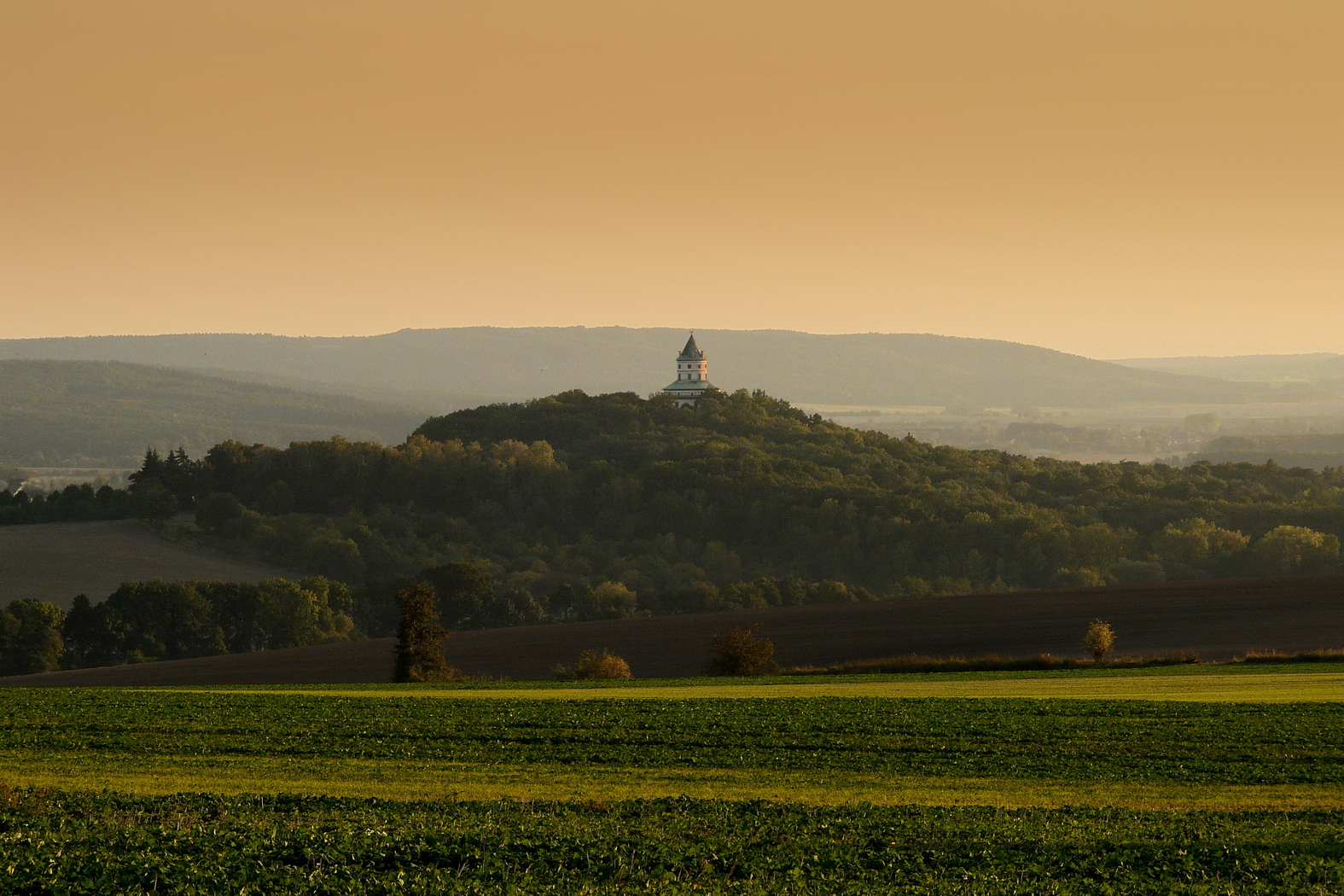
Humprecht od Nepřívěcké Hůry

Okrsek Mladoboleslavská kotlina náleží do celku Jičínská pahorkatina a podcelku Turnovská pahorkatina. Dále se člení na podokrsky Kosmonoská výšina, Březenská kotlina na západě a Petkovská plošina, Sobotecká kotlina na východě. Kotlina sousedí s dalšími okrsky Turnovské pahorkatiny (Chloumecký hřbet na jihu, Jičíněveská pahorkatina na východě, Vyskeřská vrchovina na severu, Mnichovohradišťská kotlina na severozápadě) a s Jizerskou tabulí na západě.

## Nejvyšší vrcholy
Nejvyšším vrcholem Mladoboleslavské kotliny je Baba (363 m n. m.).
- Baba (363 m), Kosmonoská výšina

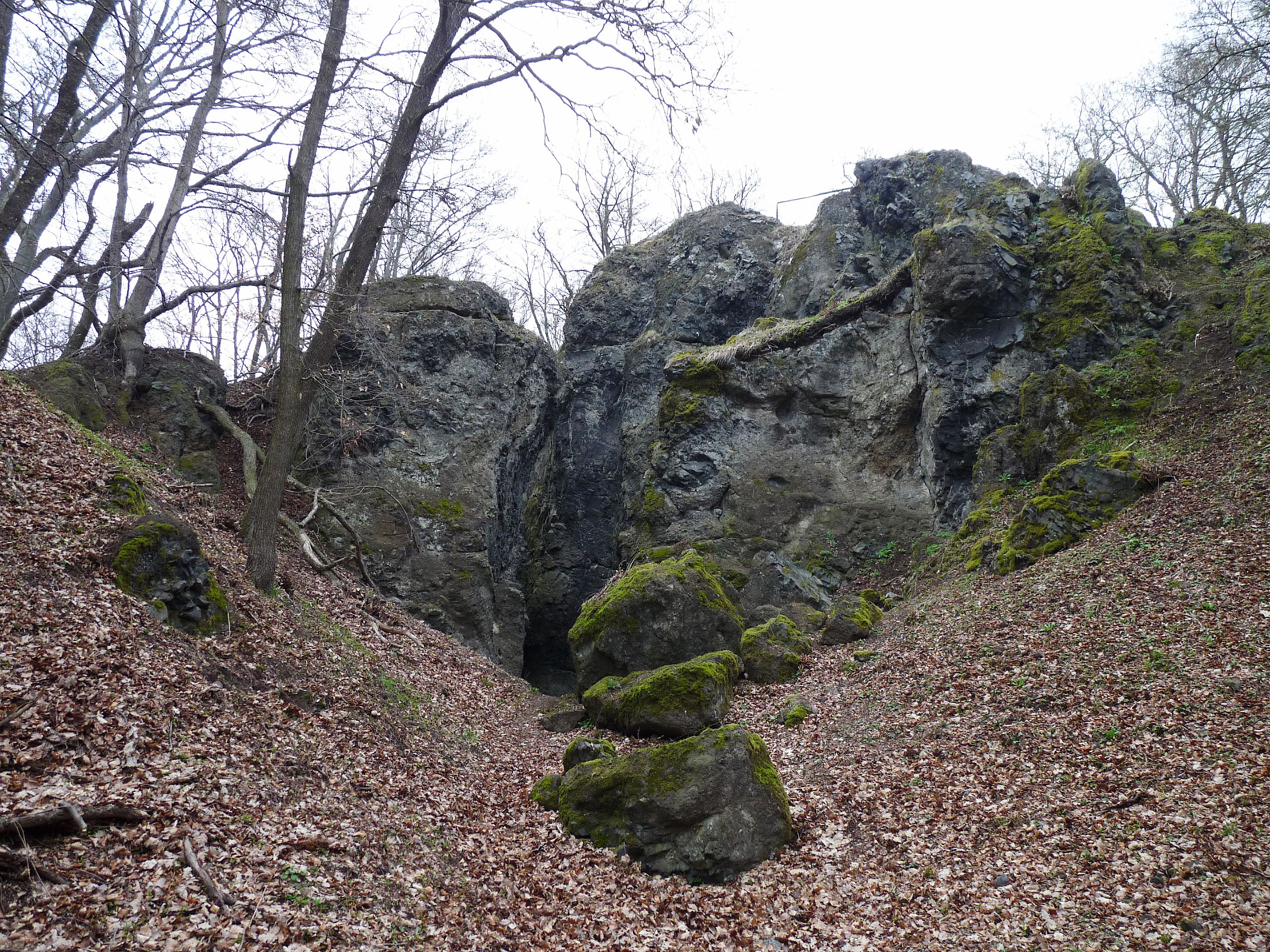
Vrcholové čedičové skály na Babě

- Humprecht (342 m), Sobotecká kotlina
- Čihadlo (251 m), Březenská kotlina